# Krzyżaki (Wilno)
Krzyżaki (lit. Kryžiokai) – część okręgu miejskiego Wilno wysunięta na północny zachód od centrum miasta; do 1996 samodzielna wieś.
Krzyżaki obsługują autobusy miejskie o numerach 36, 65, 66 i 76.